# Nathan Gamble
Nathan Gamble (Tacoma, 12 januari 1998) is een Amerikaans acteur.

## Carrière
Gamble begon in 2006 als jeugdacteur met acteren in de film Babel, waarna hij nog meerdere rollen speelde in films en televisieseries. Hij werd in totaal vijf keer genomineerd met zijn acteren voor een Young Artist Award: in 2006 met de film Babel, in 2008 met de film The Mist, in 2009 met de televisieserie House en met de film Marley & Me en in 2011 met de film Dolphin Tale.

## Filmografie

### Films
Uitgezonderd korte films.
- 2018 Swiped - als Daniel
- 2014 Dolphin Tale 2 - als Sawyer Nelson
- 2013 Beyond the Heavens - als Oliver Henry
- 2012 Dear Dracula - als Sam (stem)
- 2012 The Frontier - als Samuel Hale
- 2011 Dolphin Tale - als Sawyer Nelson
- 2011 25 Hill - als Trey Caldwell
- 2009 Captain Cook's Extraordinary Atlas - als Poe Malloy
- 2009 The Hole - als Lucas
- 2008 Marley & Me - als Patrick (10 jaar oud)
- 2008 The Dark Knight - als James Gordon jr.
- 2007 Deeply Irresponsible - als ??
- 2007 The Mist - als Billy Drayton
- 2006 Babel - als Mike Jones

### Televisieseries
Uitgezonderd eenmalige gastrollen.
- 2015-2016 The Goldbergs - als Garry Ball - 5 afl.
- 2009-2010 Hank - als Henry Pryor - 9 afl.
- 2006-2008 Runaway - als Tommy Rader - 10 afl.

- Biblioteca Nacional de España: XX5038975
- Gemeinsame Normdatei: 1013372638
- International Standard Name Identifier: 0000 0001 2197 6641
- Library of Congress Control Number: no2009083706
- Nationale Bibliotheek van Israël: 987012383883005171
- Système universitaire de documentation: 186320744
- Virtual International Authority File: 164362626
- WorldCat: E39PBJvXgTjVHgfT9jRFhV3YT3